# Kuro-shima (Osumiöarna)

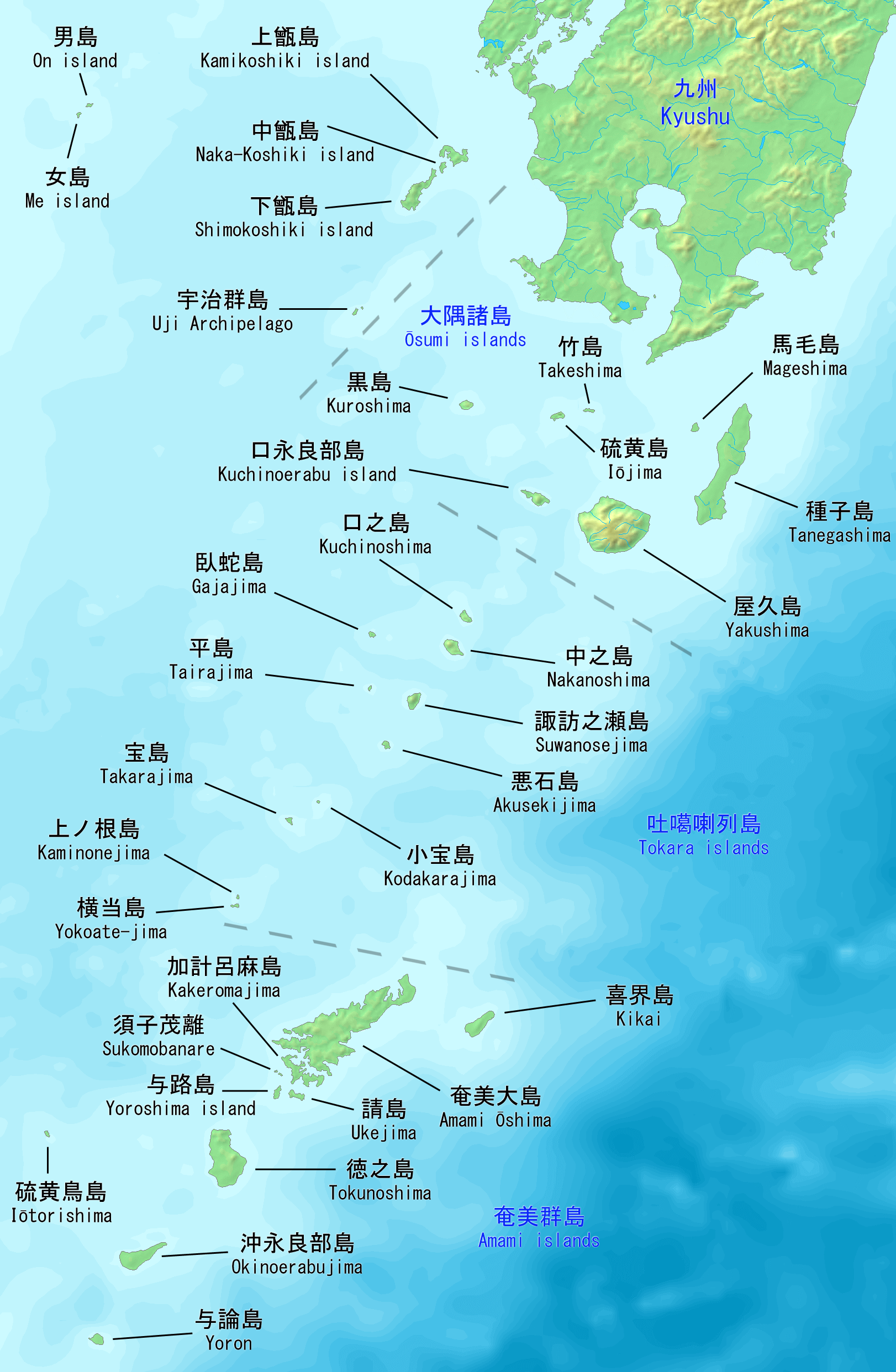
Lägeskarta

Kuro-shima (japanska 黒島 Kuro-shima, "Kuroshimaön") är huvudön i Mishimaöarna, ett delområde bland Osumiöarna i nordvästra Stilla havet som tillhör Japan.

## Geografi
Kuro-shima är den västligaste ön bland Osumiöarna och ligger cirka 50 kilometer söder om Kyushuön och ca 110 km söder om Kagoshima. 
Ön är av vulkaniskt ursprung och har en areal om ca 15,37 km². Klimatet är subtropiskt. Den högsta höjden är på cirka 620 m ö.h.
Befolkningen uppgår till ca 230 invånare där de flesta bor i huvudorten Mishima, övriga byar är Katadomari och Osato. Förvaltningsmässigt tillhör ön Kagoshima prefekturen.
Ön kan endast nås med fartyg då den saknar flygplats, det finns regelbundna färjeförbindelse med staden Kagoshima på fastlandet. Restiden är ca 6 timmar.

## Historia
Det är osäkert när ön upptäcktes, de första dokumenterade omnämnandena finns i boken Nihonshoki från 720-talet.
Ön är en del av det gamla stadsområdet Jitto. Jitto och ön utgjorde fram till 1609 en del i det oberoende kungadöme, Kungariket Ryukyu.
1609 invaderades Ryūkyūriket av den japanska Shimazuklanen under den dåvarande Daimyo som då kontrollerade området i södra Japan. Området införlivades sedan i Shimazuriket.
1879 under Meijirestaurationen införlivades riket i Japan, och ön blev först del i länet "Satsuma provinsen" och 1897 del i "Osumi provinsen".
Under Andra världskriget ockuperades området våren 1945 av USA. De 3 Mishimaöarna förblev under japansk förvaltning och bildade då stadsområdet Mishima. Övriga öar förvaltades av USA fram till 1953 då de återlämnades till Japan. Efter återlämnandet delades Jitto sedan i nuvarande Toshima-mura och Mishima-mura
1973 införlivades området i Kagoshima-distriktet som del i Kagoshimaprefekturen.